# 天坛花园
23°20′05″N 116°41′31″E / 23.3347359°N 116.6920553°E

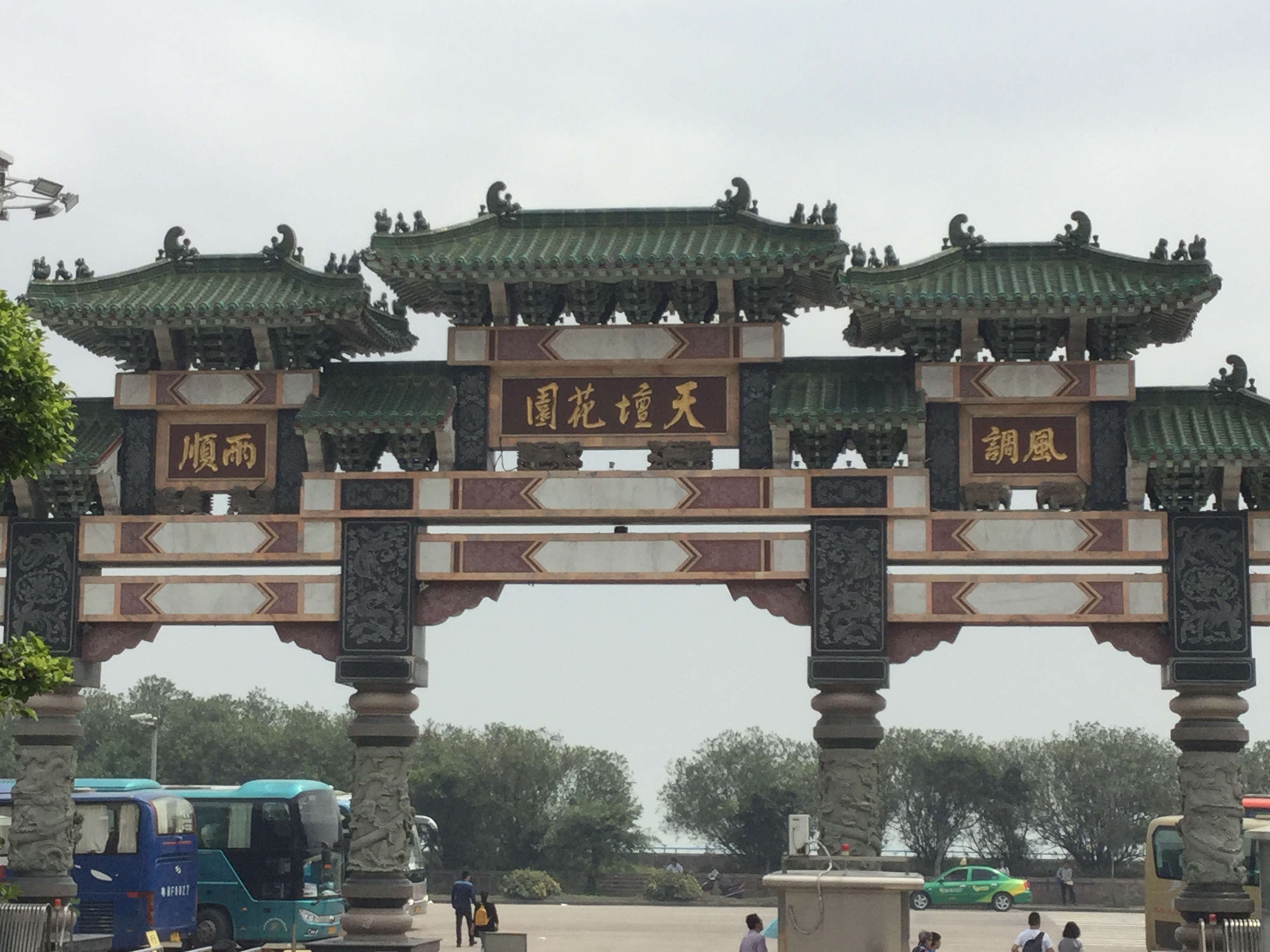
天坛花园牌坊

天坛花园，位于广东省汕头市濠江区礐石街道礐石山东麓，与汕头市区隔海相望。园内有九天禅院、白花尖大庙、九天玄女宝塔、龙船舫、思亲堂等。2012年6月16日起免费向公众开放。

## 景点

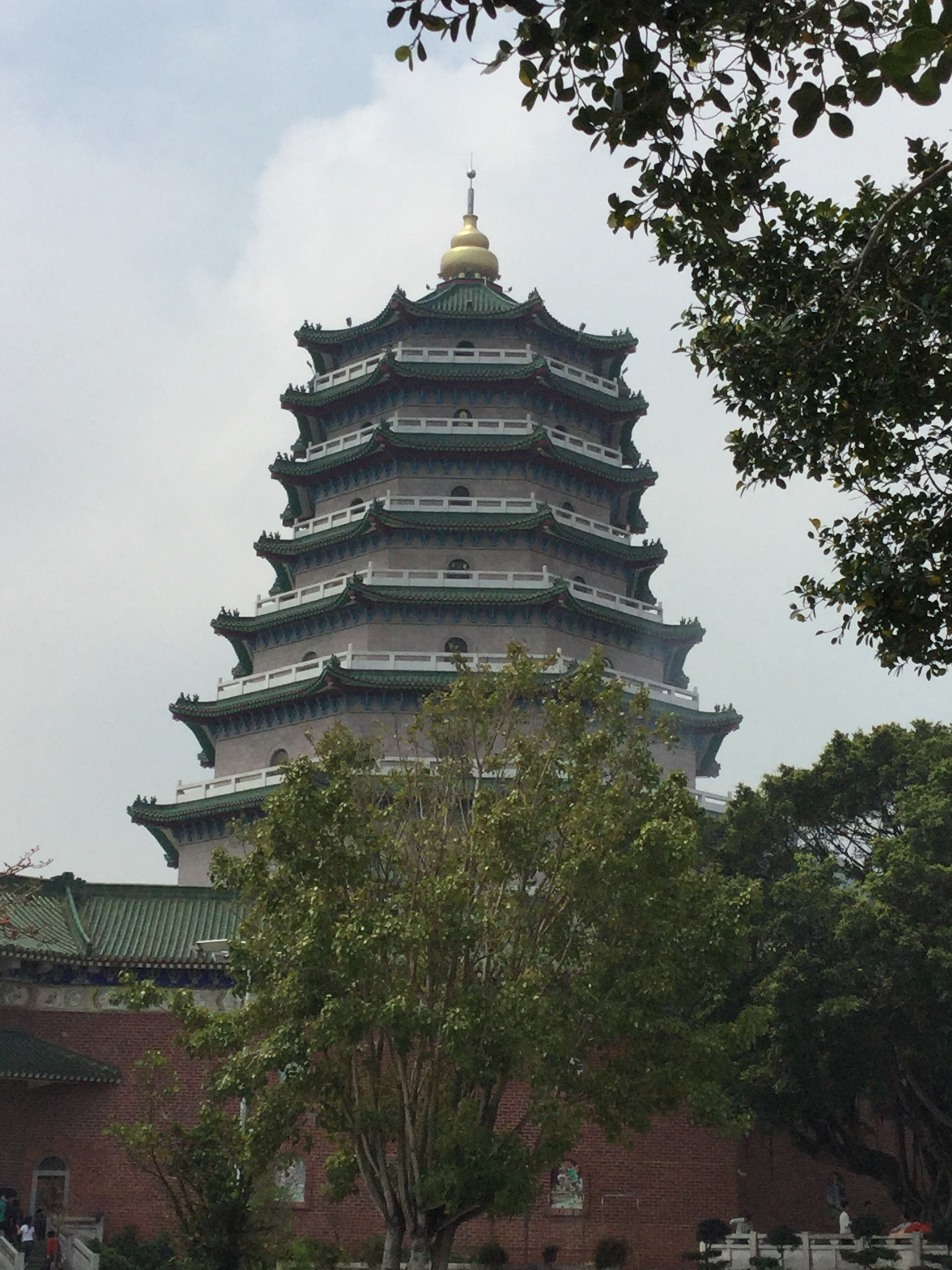
宝塔

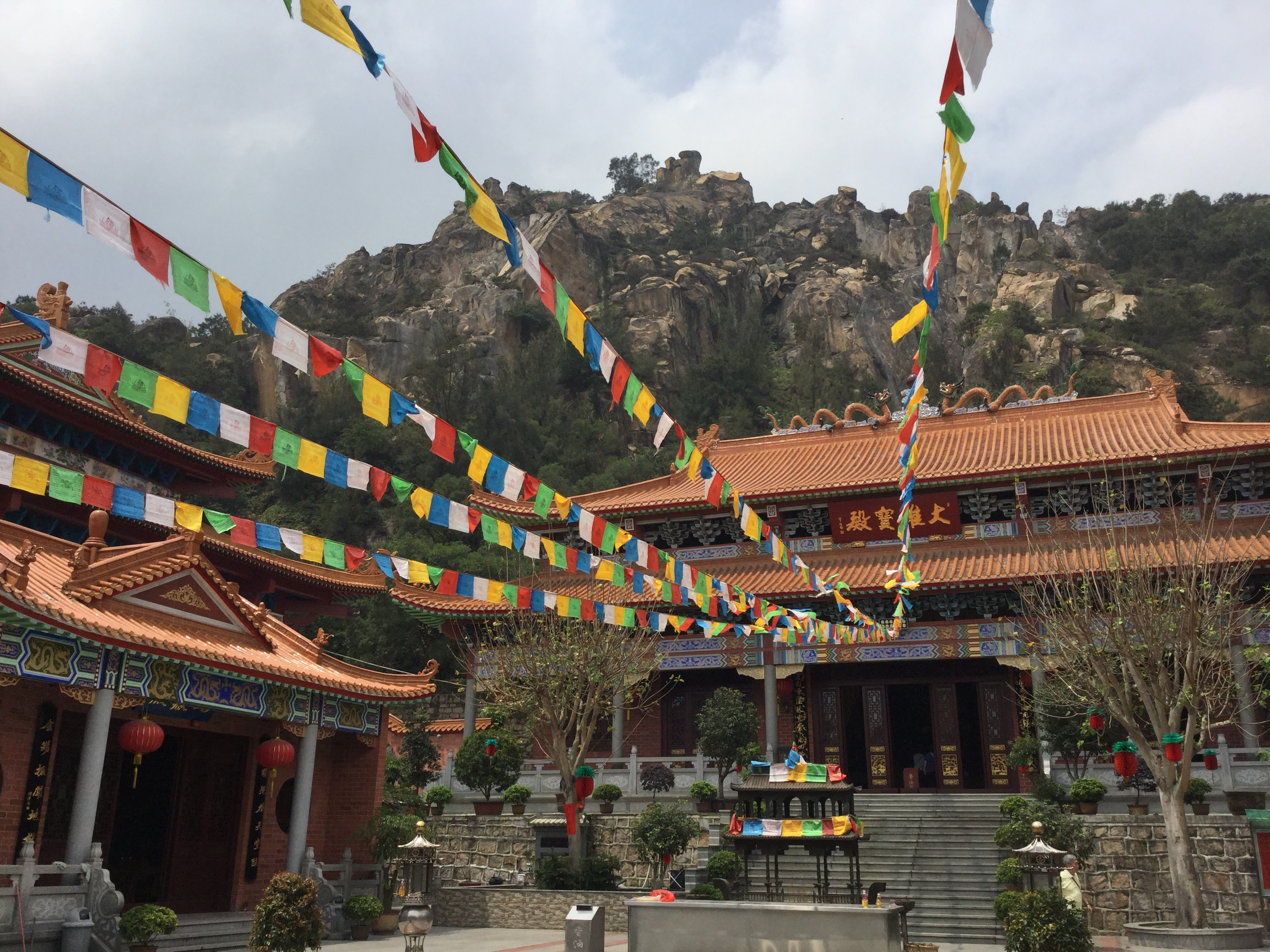
九天禅院大雄宝殿

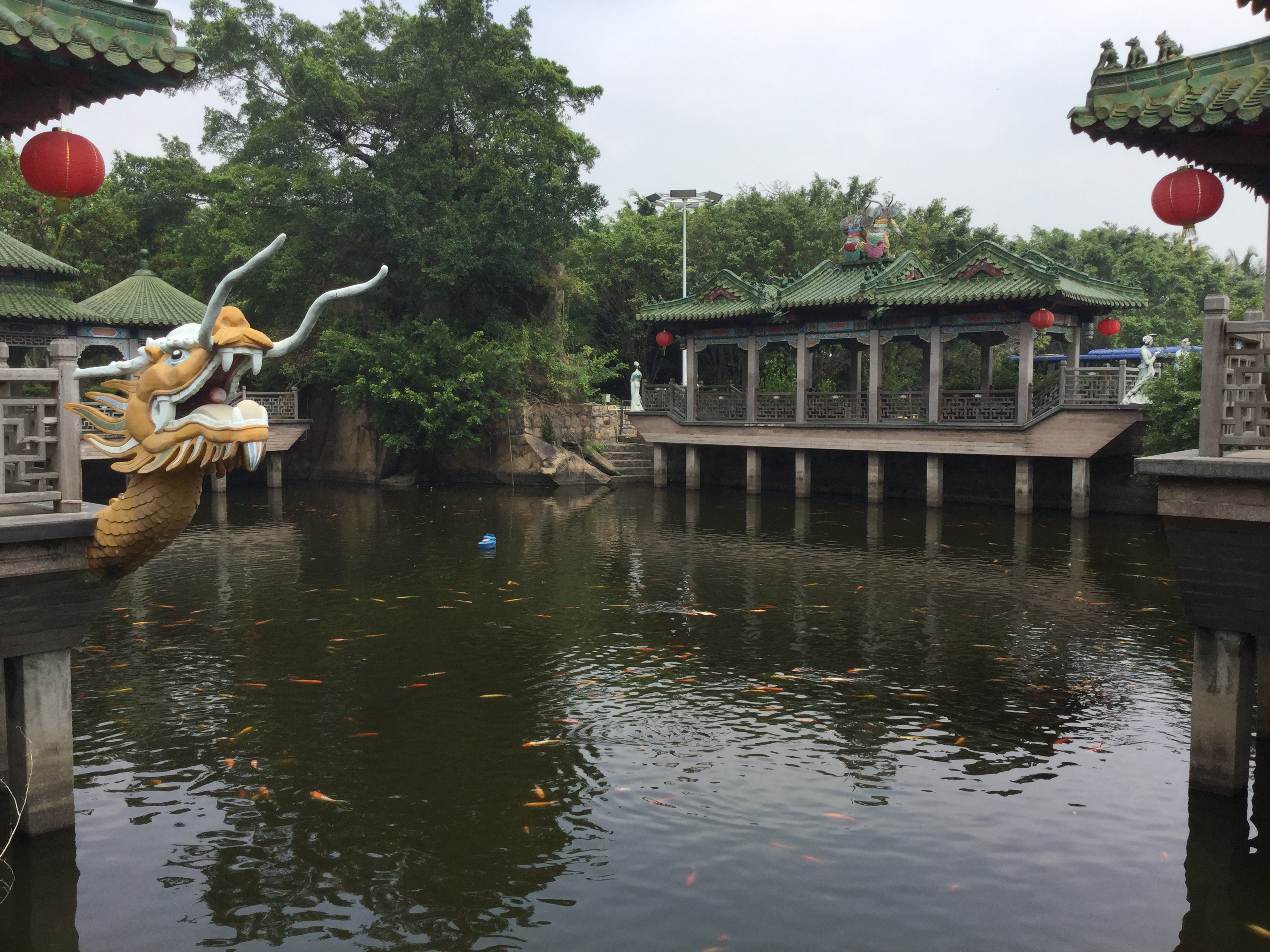
龙船舫

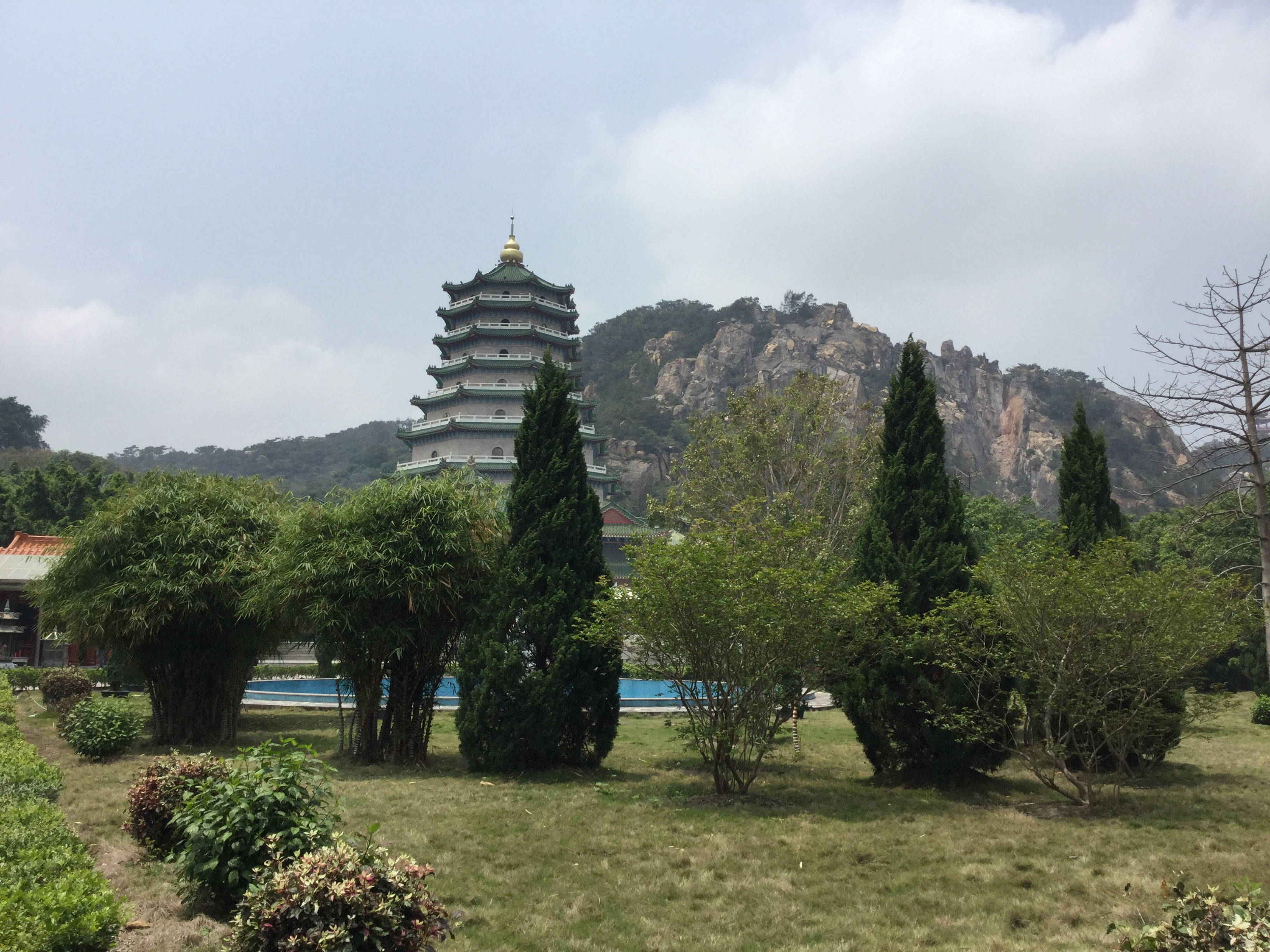
园林区

### 白花尖大庙
又称九天娘娘庙，于1991年9月21日（农历八月十四）奠基，1993年10月3日落成。庙内供奉九天玄女像。

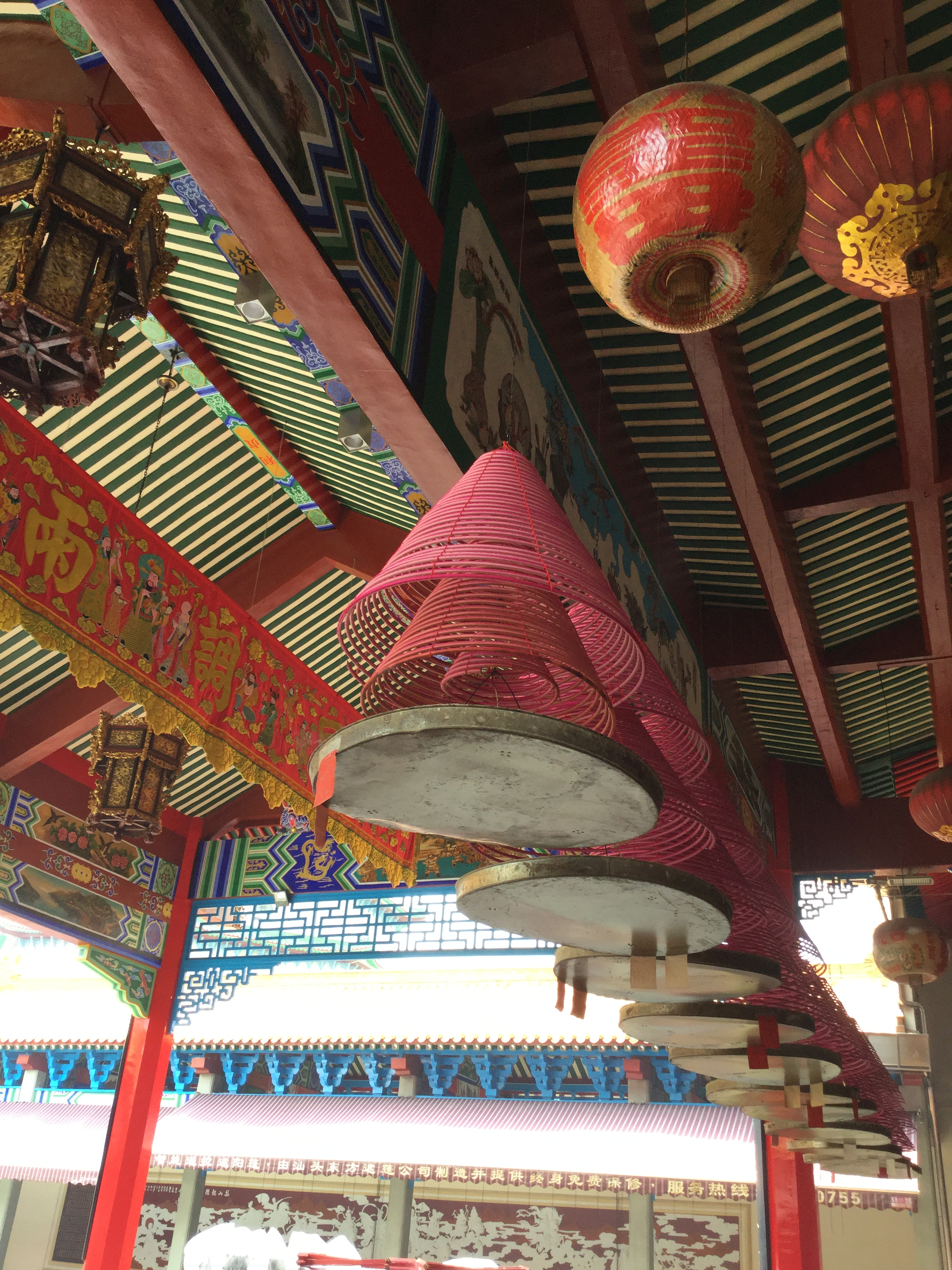
庙内的大盘香

### 宝塔
全名九天玄女万佛宝塔，共九层，高度56.5米，直径28米。第一层供奉三宝佛、地藏王菩萨、观音菩萨，并附有电梯直达楼层；第二层供奉东方三圣和五百罗汉；塔顶供奉千手观音像，塔顶外可眺望汕头全景。

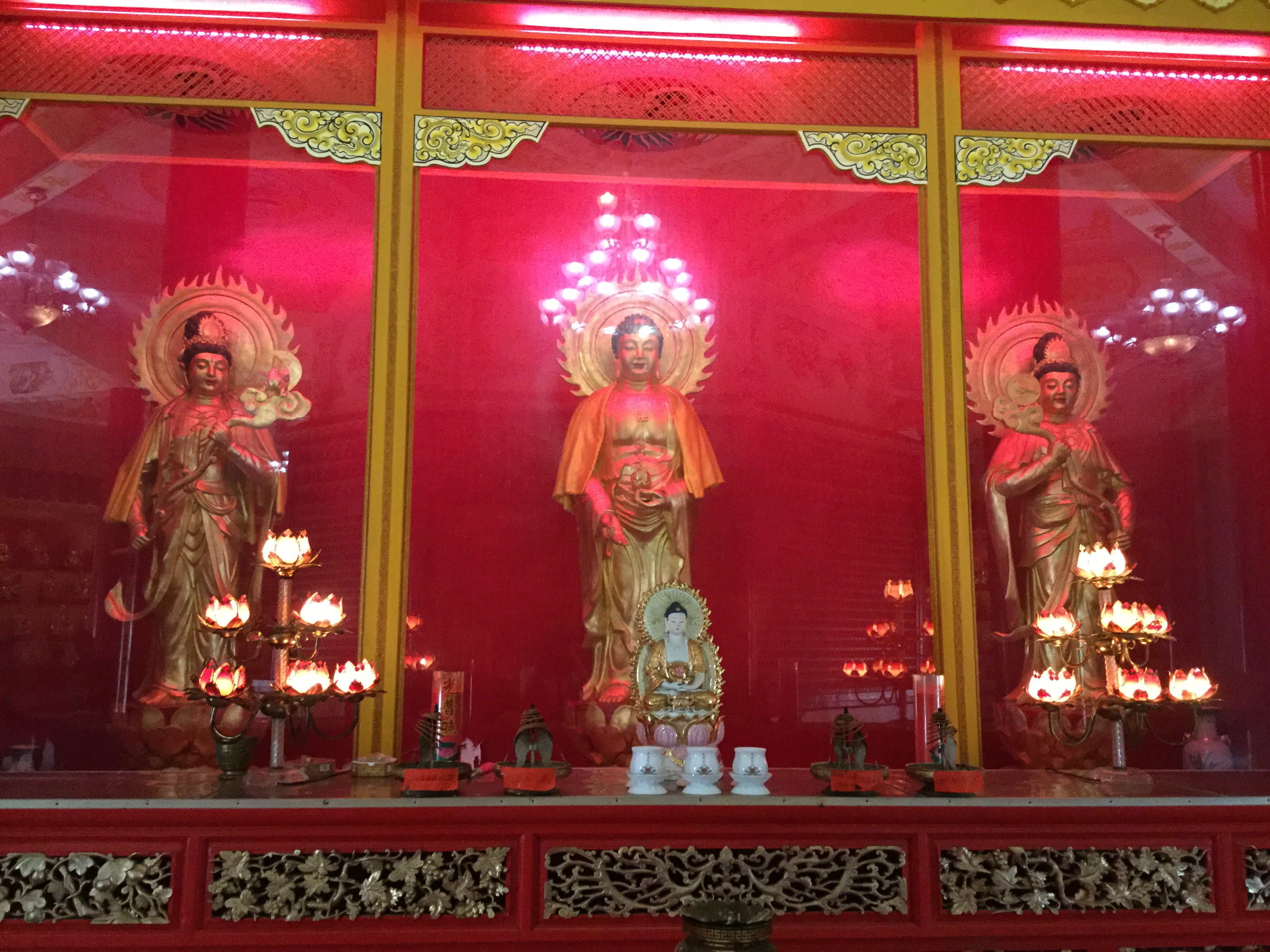
东方三圣
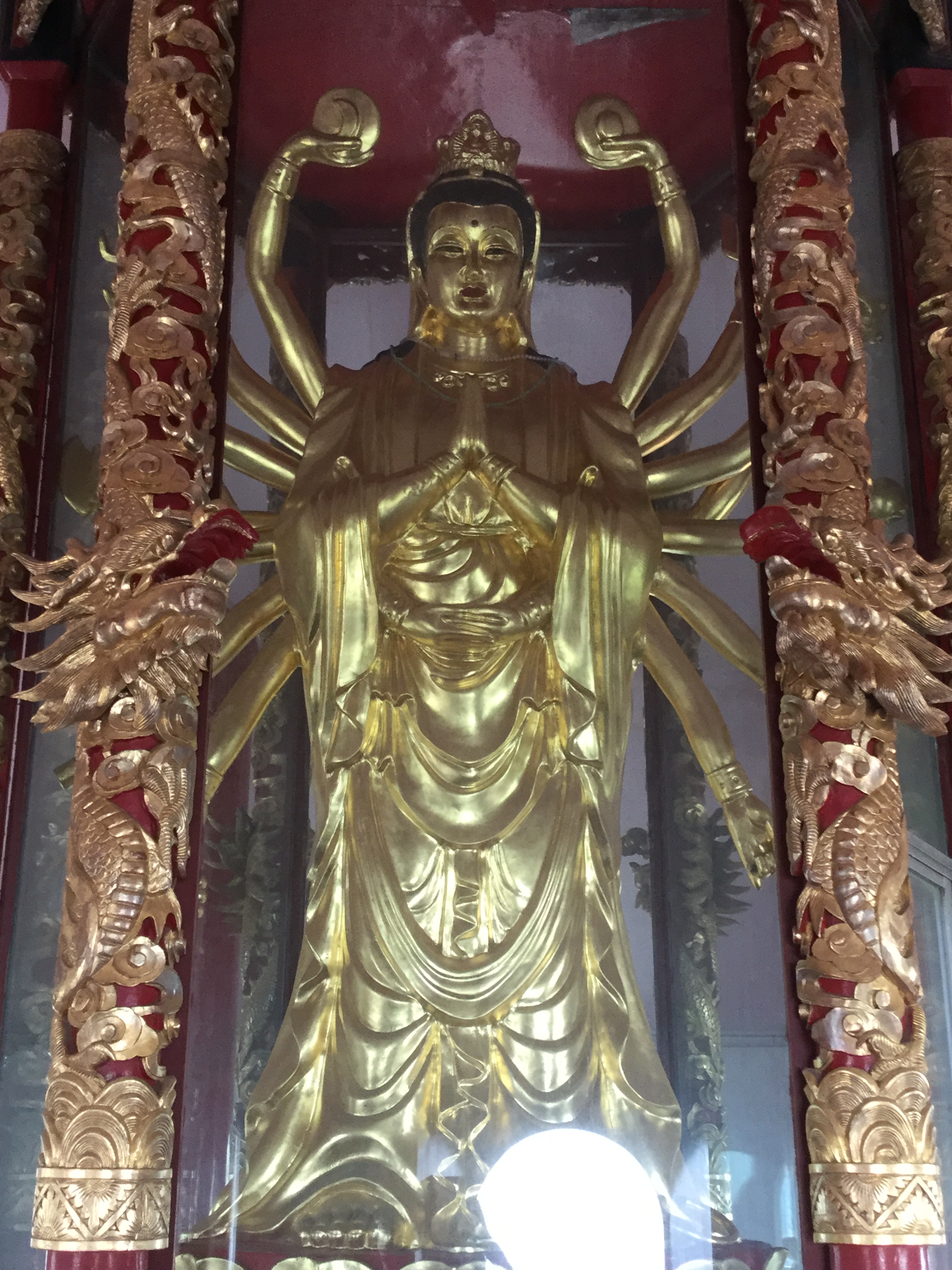
塔顶的千手观音，实际上只有18臂。

### 九天禅院
于2007年9月29日落成，分有大雄宝殿、观音阁、地藏阁三殿。大雄宝殿内供奉华严三圣，两旁为二十诸天像。

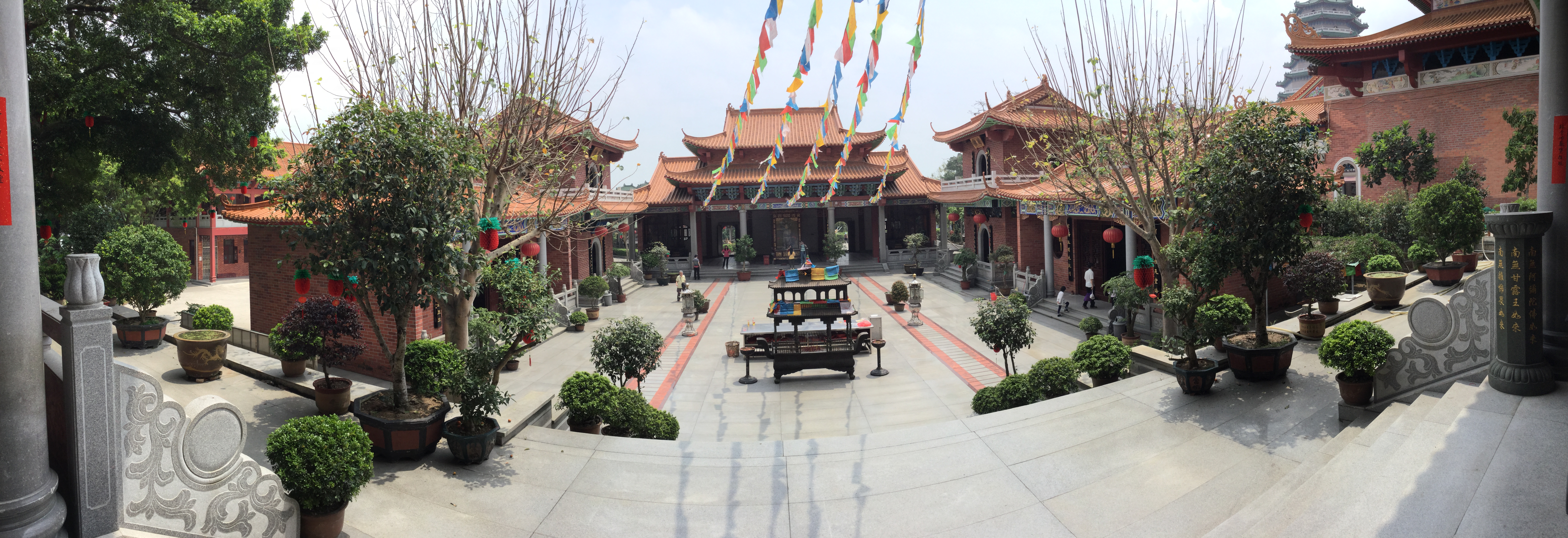
大雄宝殿周围的全景
普贤菩萨
释迦牟尼佛
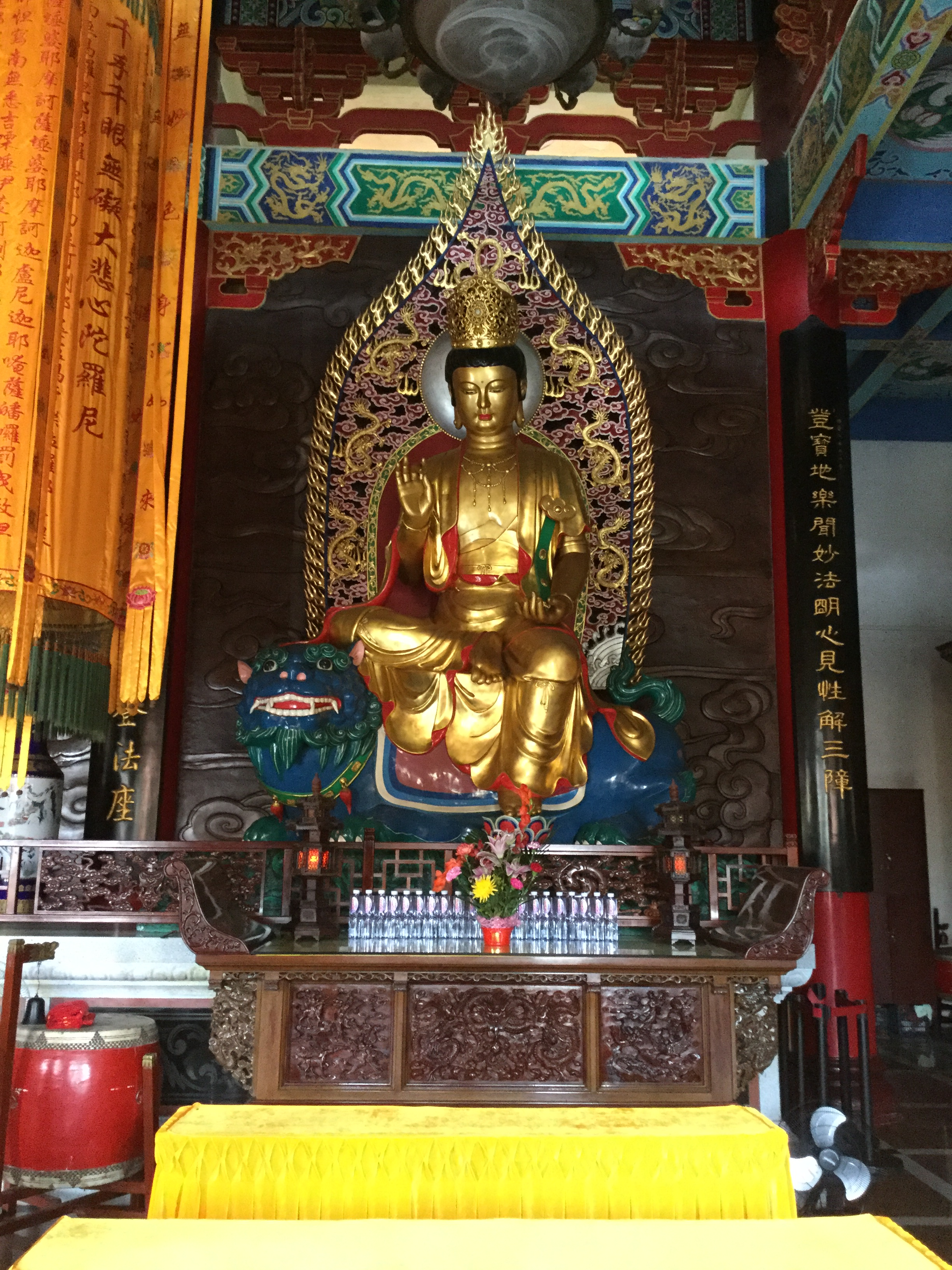
文殊菩萨
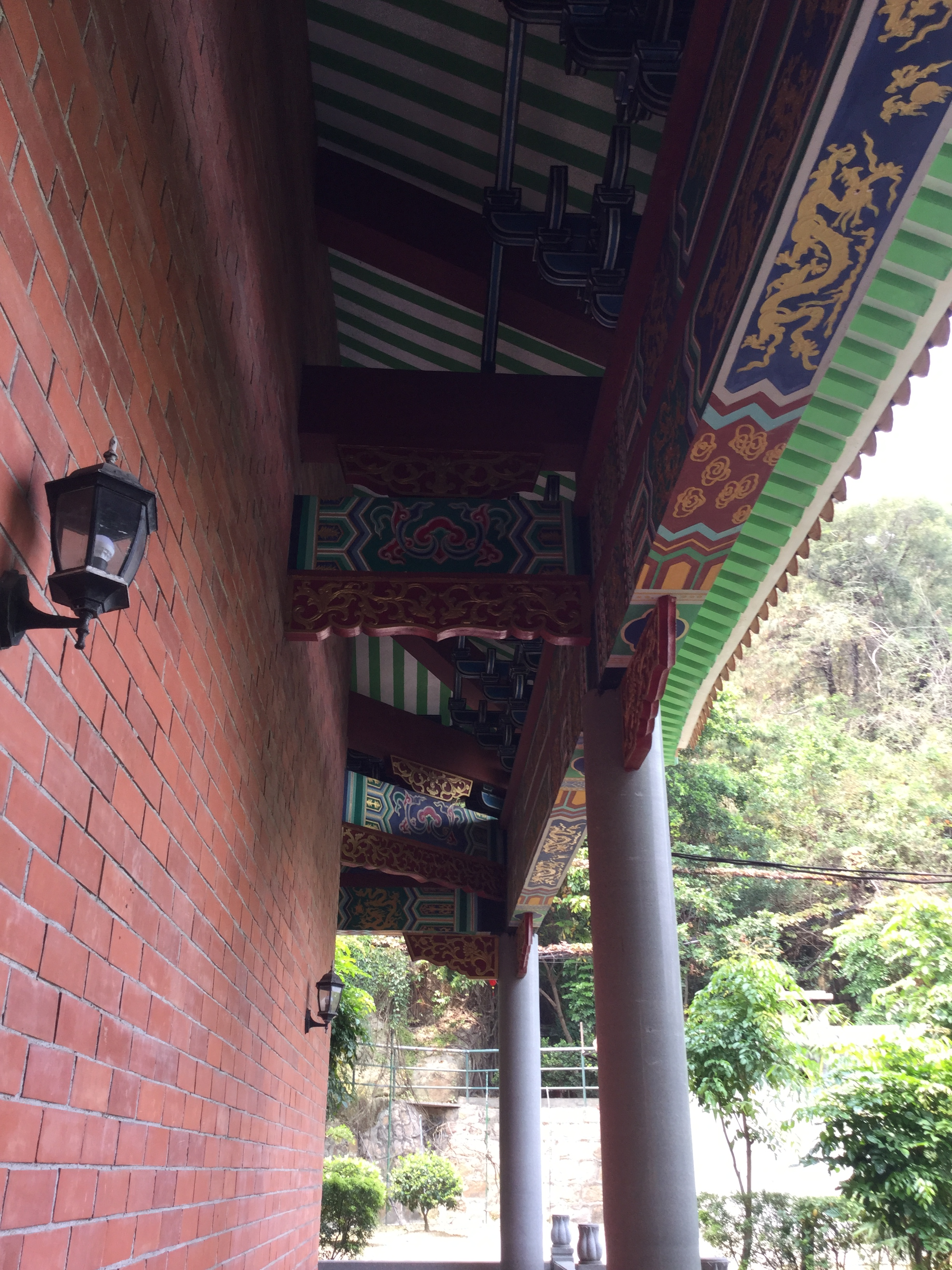
走廊
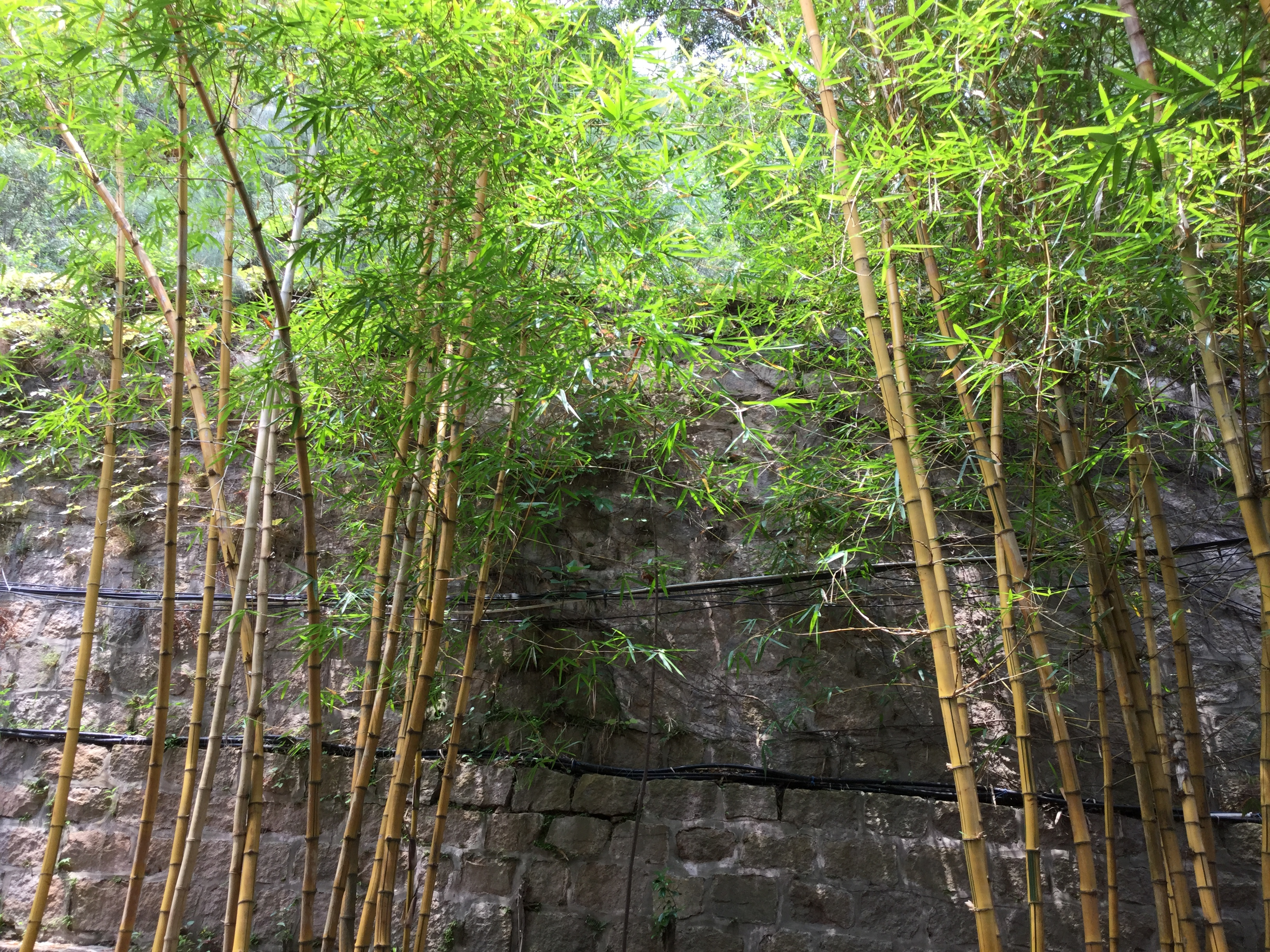
竹林

### 龙船舫
位于白花尖大庙门前西北侧放生池周围，完成于1996年12月。船型建筑物共四座，长度均宽3.5米，东船和北船长16米，西船和南船长20米，上有龙头；由凉亭和红色长廊组成。

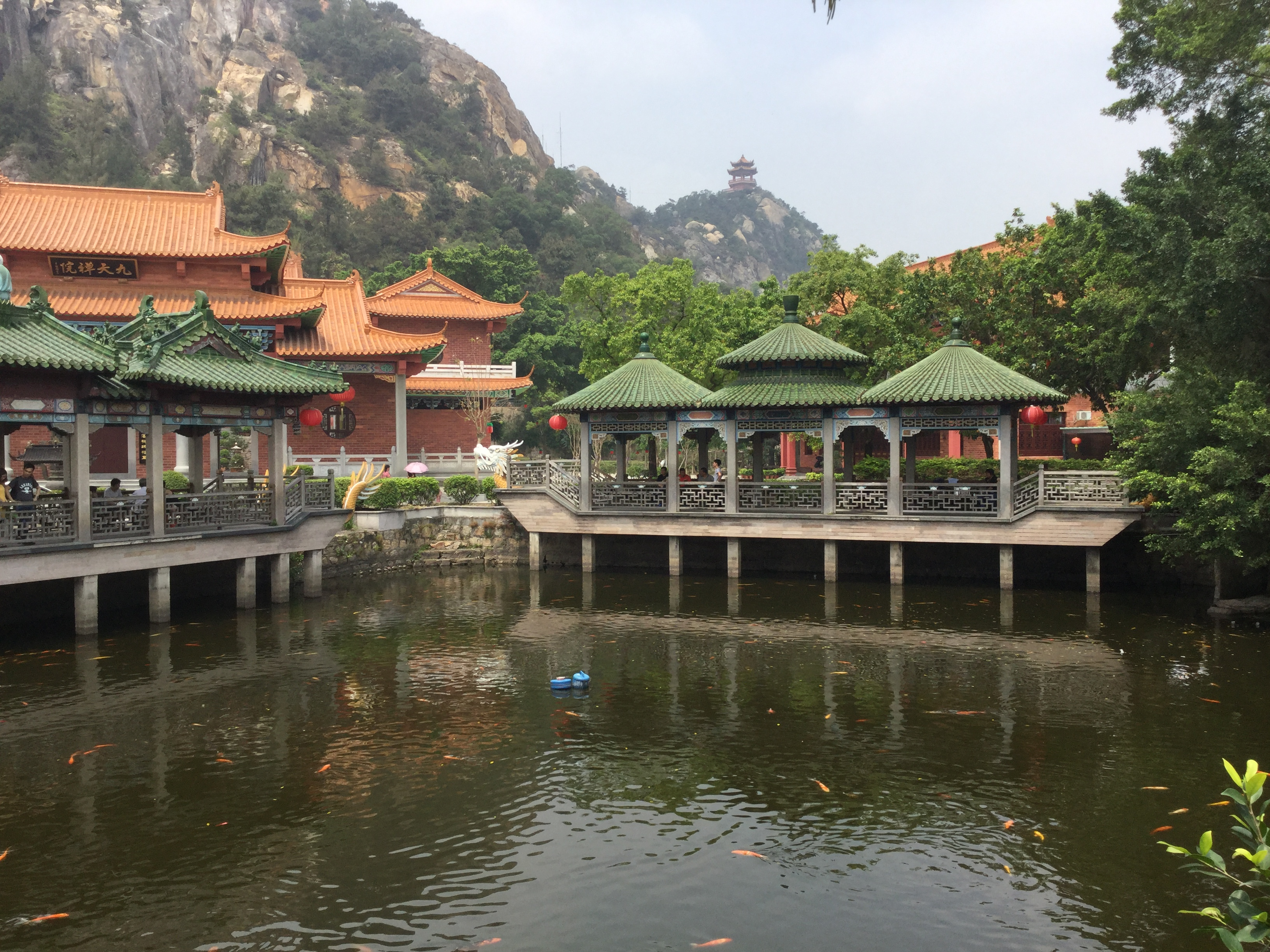
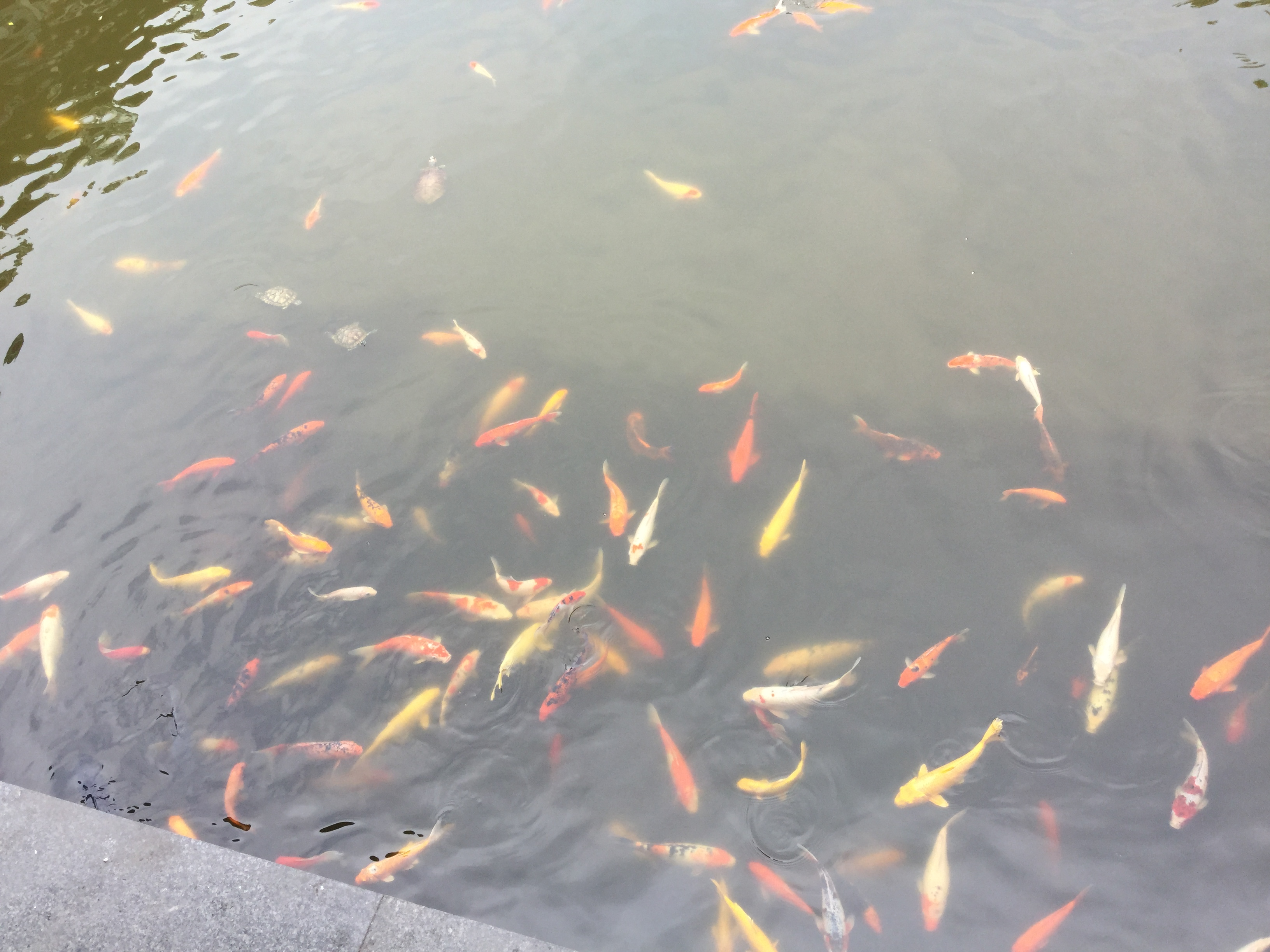
鲤鱼
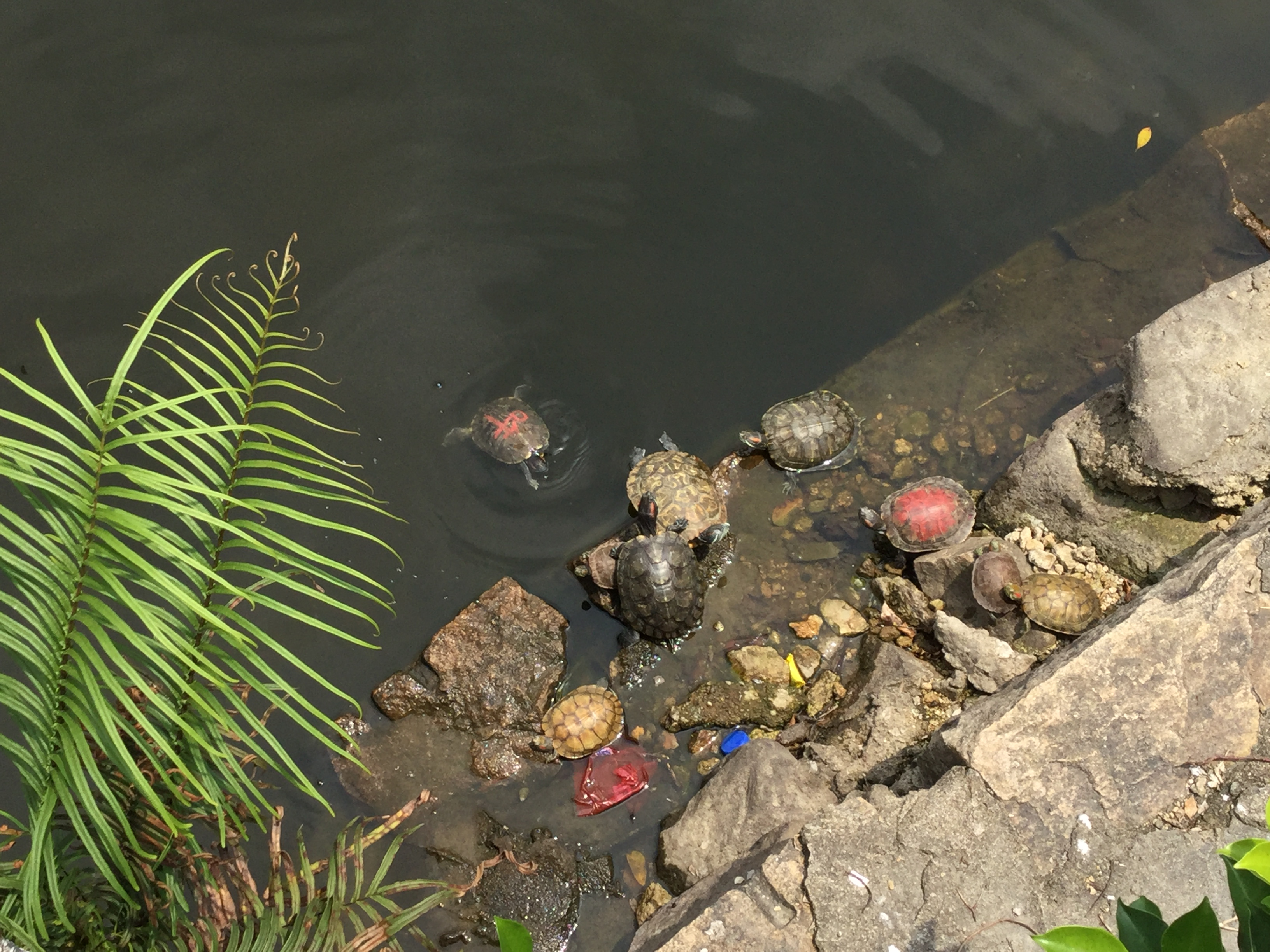
九天禅院的放生乌龟，其中有一只龟壳上写了红色的“吽”字。

### 园林区
宝塔外有十二生肖小和尚雕塑和滴水观音池。